# 坎加斯德尔纳尔塞亚
坎加斯德尔纳尔塞亚，是西班牙阿斯图里亚斯的一个市镇。总面积824平方公里，总人口16511人（2001年），人口密度20人/平方公里。